# Palmelo
| Palmelo                      | Palmelo                                    |
| ---------------------------- | ------------------------------------------ |
|                              |                                            |
| Wappen                       | Flagge                                     |
| Wappen von Palmelo unbekannt | Flagge von Palmelo unbekannt               |
| Karten                       |                                            |
|                              |                                            |
| Basisdaten                   |                                            |
| Staat:                       | Brasilien (BRA)                            |
| Verwaltungsgliederung:       | Mittelwesten                               |
| Bundesstaat:                 | Goiás (GO)                                 |
| Mesoregion:                  | Süd-Goiás                                  |
| Mikroregion:                 | Pires do Rio                               |
| Distanz zu Goiânia:          | 128 km                                     |
| Geografische Lage:           | 17° 19′ S, 48° 25′ W                       |
| Angrenzende Gemeinden:       | Pires do Rio, Santa Cruz de Goiás          |
| Zeitzone:                    | UTC-3 Sommer: UTC-2                        |
| Höhe:                        | 754 m ü. NN                                |
| Fläche:                      | 58,997 km²                                 |
| Einwohner:                   | 2.339                                      |
| Bevölkerungsdichte:          | 39,6 Einwohner / km²                       |
| Telefonvorwahl:              | +55 64                                     |
| Postleitzahl (CEP):          | 75210-000                                  |
| Adresse der Stadtverwaltung: | Rua Aluisio Aécio Gomide, 520 Setor Centro |
| Offizielle Website:          |                                            |
| Jahrestag:                   | 13. November                               |
| Gemeindegründung:            | 1953                                       |
| Politik                      |                                            |
| Bürgermeister:               | Geraldo Afonso Leite (PP), 2009–2012       |
| Vize-Bürgermeister:          |                                            |

Palmelo ist eine kleine brasilianische politische Gemeinde im Bundesstaat Goiás in der Mesoregion Süd-Goiás und in der Mikroregion Pires do Rio. Sie liegt südsüdwestlich der brasilianischen Hauptstadt Brasília und südöstlich von Goiânia, der Hauptstadt des Bundesstaates.

## Geographische Lage
Palmelo liegt zwischen den Gemeinden Pires do Rio im Osten und Santa Cruz de Goiás im Westen.
Die Entfernung zur Hauptstadt Goiânia beträgt 128 km über die Fernstraße GO-020 (BR-352) via Cristianópolis und Bela Vista de Goiás.